# مدمرة فئة هنت
كانت فئة هنت عبارة عن فئة مدمرات مرافقة [الإنجليزية] تابعة للبحرية الملكية. طُلبت السفن الأولى لهذه الفئة في أوائل 1939، وشهدت خدمة مكثفة خلال الحرب العالمية الثانية، لا سيما على الساحل الشرقي البريطاني ومع قوافل البحر الأبيض المتوسط. أخذت مدمرات الفئة أسمائها من تجمعات صيد الثعالب البريطانية [الإنجليزية]. تحافظ سفن فئة هنت [الإنجليزية] الحديثة للتدابير المضادة للألغام ذات البدن المدعم بألياف زجاجية على استخدام نسب أسماء هنت وذلك في البحرية الملكية.

## وصلات خارجية
- Czech site
- Uboat site
- Free cardstock model plan of Hunt Type 1 Escort Destroyer, to print off and assemble